# Chukka boots

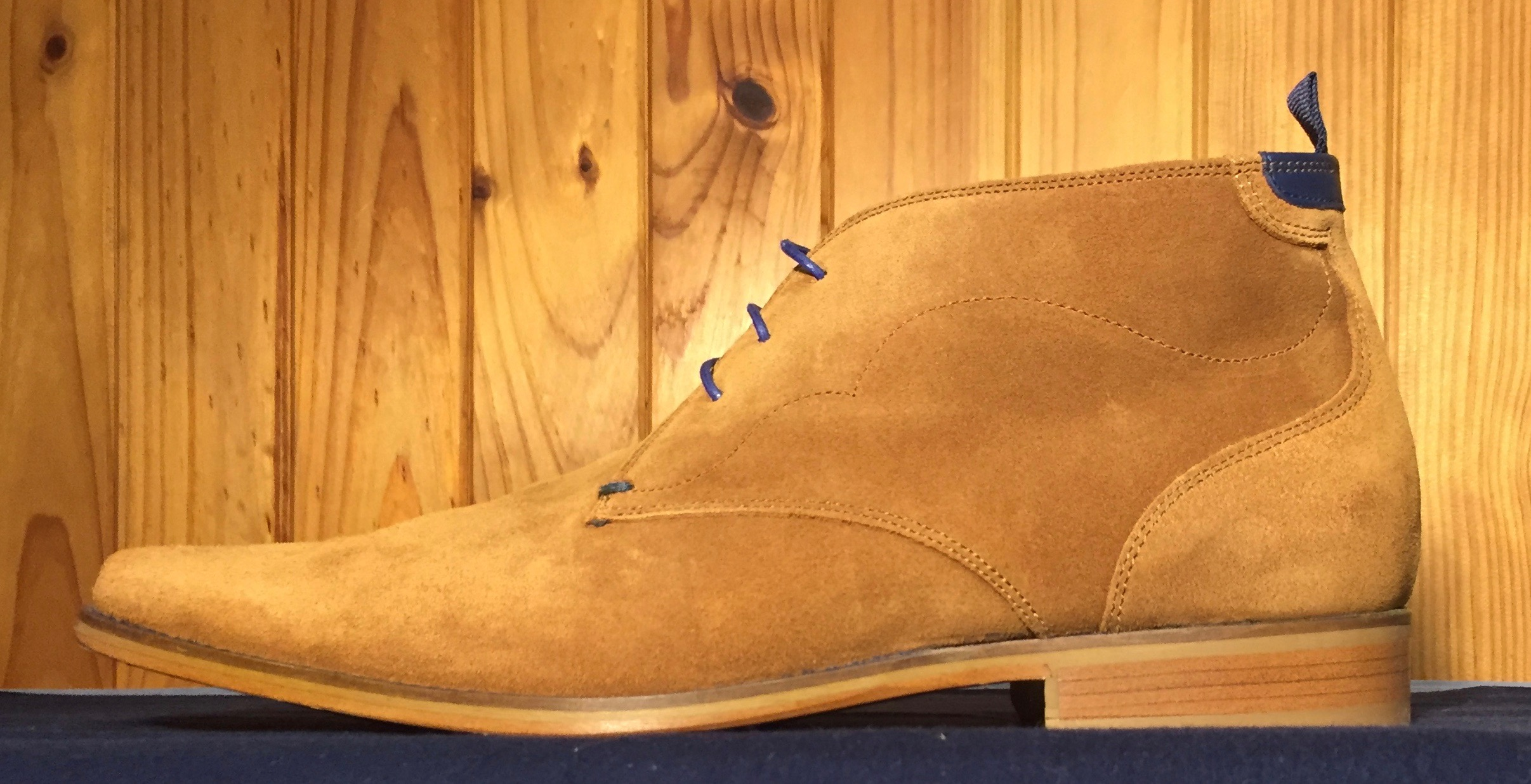
Chukka boots.

Chukka boots är ett par ankelhöga, tunna kängor med två eller tre par snörhål. De är vanligtvis gjorda av kalvskinn eller mocka. Skotypen var populär till ledigare klädsel i slutet av 1940-talet och 1950-talet. Namnet chukka kommer från sporten hästpolo.

## Desert boots

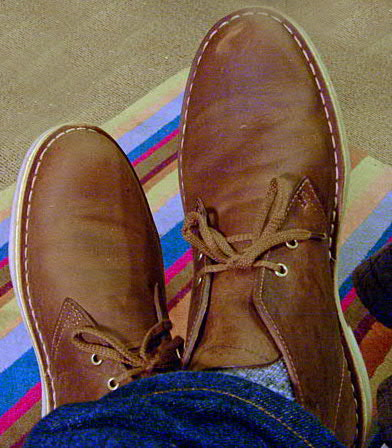
Desert boots.

En variant av chukka bootsen är ökenkängan (desert boots) som bars av brittiska trupper under ökenkriget i Andra världskriget. Ökenkängan är dock lite lösare i ankeln och har crepesula.